# Municipio de Teotitlán de Flores Magón
El municipio de Teotitlán de Flores Magón es uno de los 570 municipios en que se divide el estado mexicano de Oaxaca. Situado al norte del estado en el límite con el estado de Puebla. Su cabecera es la población de Teotitlán de Flores Magón, anteriormente conocida como Teotitlán del Camino.

## Geografía
Teotitlán de Flores Magón se encuentra localizado en el extremo norte del estado de Oaxaca y en su límite con estado de Puebla, pertenece a la Región Sierra de Flores Magón y al distrito de Teotitlán. Tiene una extensión territorial de 144.409 kilómetros cuadrados que representan el 0.15 % del estado. Sus coordenadas geográficas extremas son 18°1′ - 18°13′ de latitud norte y 96°59′ - 97°13′ de longitud oeste. La altitud de su territorio se encuentra entre los 600 y los 2700 metros sobre el nivel del mar.
Limita al noreste con el municipio de Santiago Texcalcingo y con el municipio de Santa María Teopoxco, al este con el municipio de San Martín Toxpalan, al sur con el municipio de San Juan de los Cués y con el municipio de Santa María Tecomavaca, al oeste con el municipio de Tepelmeme Villa de Morelos y finalmente al noroeste con el municipio de San Antonio Nanahuatípam. Al norte sus límites corresponden con el estado de Puebla, en específico con el municipio de Coxcatlán y con el municipio de Coyomeapan.

## Demografía
El municipio de Teotitlán de Flores Magón de acuerdo con los resultados del Censo de Población y Vivienda llevado a cabo en 2010 por el Instituto Nacional de Estadística y Geografía, tiene una población total de 8 966 personas, de las que 4 275 son hombres y 4 691 son mujeres.
La densidad de población asciende a un total de 62.09 personas por kilómetro cuadrado.

### Localidades
El municipio incluye en su territorio un total de 14 localidades. Las principales, considerando su población del censo de 2010 son:
| Localidad                 | Población (2010) |
| ------------------------- | ---------------- |
| Teotitlán de Flores Magón | 7 598            |
| Ignacio Mejía             | 612              |
| San Bernardino            | 328              |
| Vigastepec                | 133              |
| Cerro Verde               | 122              |
| Total municipio           | 8 966            |

## Política
El gobierno del municipio de Teotitlán de Flores Magón es electo mediante el principio de partidos políticos, con en la gran mayoría de los municipios de México. El gobierno le corresponde al ayuntamiento, conformado por el presidente municipal, un síndico y el cabildo integrado por cinco regidores. Todos son electos mediante voto universal, directo y secreto para un periodo de tres años que pueden ser renovables para un periodo adicional inmediato.

### Representación legislativa
Para la elección de diputados locales al Congreso de Oaxaca y de diputados federales a la Cámara de Diputados federal, el municipio de Teotitlán de Flores Magón se encuentra integrado en los siguientes distritos electorales:
Local:
- Distrito electoral local de 4 de Oaxaca con cabecera en Teotitlán de Flores Magón.[4]

Federal:
- Distrito electoral federal 2 de Oaxaca con cabecera en Teotitlán de Flores Magón.[5]